# 王浩 (跆拳道運動員)
王浩（1980年7月13日—），出生于浙江松陽，中國男子跆拳道運動員。

## 生涯
王浩在1991年開始參與訓練，但當時他是在浙江松陽業餘體育學校學習田徑。直到1997年，他才轉訓練跆拳道，教練韓國平。次年，他入選國家隊，盧秀棟為他的教練。
1999年，王浩首度奪得全國錦標賽的冠軍。翌年，他在同一賽事的男子72公斤級小項中不敵對手，取得亞軍。2001年，他贏得南韓公開賽的錦標，是他第一個的世界性冠軍。同年的東亞運動會，他於男子72公斤級小項的四強賽中以5: 8被南韓對手擊敗，摘下一面銅牌。
2002年，王浩第一次贏得全國冠軍賽的冠軍。隨後一年，他蟬聯全國冠軍賽錦標，並再度奪得全國錦標賽第一。2004年，他第三度於全國冠軍賽封皇。2005年，同樣第三度加免全國錦標賽的冠軍。而在2006年中，他在出生地浙江舉行的全國錦標賽以1分險勝解放軍代表朱國，成為冠軍得主。同年10月的全國冠軍賽的男子84公斤級小項決賽以3:2戰勝朱國掄元。兩個月後的多哈亞運，他在跆拳道項目的男子72公斤級小項先後淘汰烏茲別克、泰國及阿富汗的對手晉身決賽，最終以0:7大比數被南韓對手戰勝，獲一面銀牌，是中國於歷屆亞運中，男子跆拳道中最佳的成績。另外，他曾在3月時取得伊朗公開賽的銅牌，並取得浙江十佳運動員的名譽。
2007年，王浩在北京的世界錦標賽的男子72公斤級小項首圈被對手以5:8淘汰出局。